# لیتل هاکلو
لیتل هاکلو (به انگلیسی: Little Hucklow) یک روستا و محله مدنی در بریتانیا است که در Derbyshire Dales واقع شده‌است.